# 4485 Радонезький
4485 Радонезький (4485 Radonezhskij) — астероїд головного поясу, відкритий 27 серпня 1987 року.
Тіссеранів параметр щодо Юпітера — 3,222.